# Allomorphia
Allomorphia Blume  é um género botânico pertencente à família Melastomataceae.

## Sinonímia
- Styrophyton S. Y. Hu

## Espécies
- Allomorphia acutangula Guillaumin
- Allomorphia alata Scort. ex King
- Allomorphia albiflora Ridl.
- Allomorphia arborescens Guillaumin
- Allomorphia asperifolia Mansf.
- Allomorphia auriculata Ridl.
- Allomorphia balansaei Cogn.